# Enrique Chávez Campos
Enrique Chávez Campos (Santiago, Chile, 1912 - Curicó, Chile, 24 de noviembre de 1990) fue un pastor pentecostal, fundador de la Iglesia Pentecostal de Chile y Primer Obispo de la homónima Iglesia.

## Vida y obra

### Sus primeros años
La vida cristiana la comenzó hacia los 12 años de edad, cuando, proveniente de una familia popular católica, se convierte al evangelio en la Iglesia Metodista Pentecostal de Chile ubicada en calle Jotabeche 40 de Santiago, hoy comuna de Estación Central. Su permanente búsqueda espiritual lo llevó a relacionarse primeramente solo, sin ningún miembro de su familia de origen, con dicha iglesia Pentecostal, pero con el correr del tiempo lo acompañó su madre, doña Rosa Campos.
Al paso de los años se transforma en un fiel ayudante del pastor Manuel Umaña Salinas, no obstante su trabajo y lo demandante que eran las tareas asignadas por Umaña, se las ingeniaba para completar en horario vespertino su educación secundaria y luego ingresó al conservatorio a estudiar guitarra y posteriormente llegó a participar en una opera y aprendió otros instrumentos, piano, acordeón y armonio. Con ello evidenciaba una personalidad extremadamente inquieta que le llevaba a estar siempre activo, creando nuevos proyectos de vida y para la extensión del Evangelio en Chile.
Los jóvenes chilenos acostumbraban a casarse entre los 18 y 21 años de edad, entre las múltiples obligaciones y proyecto de vida que atesoraba internamente Enrique Chávez le llevó a casarse, luego de casi nueve años de relación afectiva, en el año 1937, con Anita Reyes Díaz, quien tenía 26 años de edad. Anita era también miembro de la Iglesia Metodista Pentecostal de Chile, trabajaba en industria textil Caffarena desde los 15 años, como costurera fina, quien vivía con familiares en el sector Vivaceta-Gamero Club Hípico de Santiago, pero había nacido en la comuna chilena del centro sur del país, San Vicente de Tagua Tagua.
Entre las funciones que desempeñó Enrique Chávez Campos en la Iglesia Metodista Pentecostal de Chile, de calle Jotabeche (40), se destacó como jefe de jóvenes, del coro, y encargado de predicación a la cárcel pública. Pero también se destacó por haber sido por años el ayudante del entonces pastor y luego primer obispo de esa iglesia Manuel Umaña Salinas.

### La vida en Curicó
Con posterioridad a haber pasado muy joven por los principales cargos en la iglesia de Jotabeche, en 1939 fue enviado a hacerse cargo de la congregación de la ciudad de Curicó y en el año 1940 fue ungido pastor, a los 29 años de edad. Llegó a Curicó con su hija Enriqueta de un año; luego nacen en esta ciudad Manuel en 1940 y en 1952 su hija menor, Rosa. Pero luego de mostrar durante casi seis años sus capacidades de liderazgo y hacer crecer la iglesia formando pequeñas congregaciones en los principales villorrios y comunas de la Provincia de Curicó, sobrevino un conflicto serio con las autoridades de la Iglesia Metodista Pentecostal. Luego de haber criticado públicamente la poca transparencia de las finanzas en una conferencia de dicha denominación en el año 1945.
Luego de la expulsión de Chávez, se comunicó personalmente con cada uno de los principales miembros de la congregación de Curicó y les instó a quedarse en la Iglesia Metodista Pentecostal de esa ciudad, pero la mayoría de ellos prefirió seguir su plan de instalarse en una calle paralela y le apoyó a fundar la Iglesia Pentecostal de Chile, a partir del año 1946, que obtuvo su personalidad jurídica el 3 de agosto de 1947. Del centenar de hermanos que acompañaron al entonces pastor Enrique Chávez en los inicios de la Iglesia Pentecostal de Chile, se destacan (en orden alfabético de apellidos) a: Eduardo Abrigo (futuro pastor de San Bernardo), Oscar Corvalán Corvalán (futuro pastor de Puente Alto), José Guerra futuro pastor de Renca), Eduardo Olave (futuro pastor del sector La Castrina, colindante de San Miguel y del actual San Joaquín), Humberto Pavéz (futuro Jefe del Coro de Curicó), Heraclio Cordero (de Hualañé),Juan de Dios Poblete Muñoz, luego Pastor en Temuco, quien abrió más de 20 locales e iglesias por toda la provincia Cautín, iglesias que se mantienen hasta hoy y de donde sale el actual obispo de esta corporación. y tantos otros que figuran como fundadores de la Iglesia.

### Obispo y líder religioso mundial
Luego de una decisión del directorio de la Iglesia, el pastor fue ungido obispo en el año 1965-7. Anteriormente había sido elegido presidente del concilio evangélico de Chile en el periodo 1961-64.
En el año 1961, autorizado por el directorio de la iglesia solicita ingreso de la misma al Consejo Mundial de Iglesias, CMI, cuya sede está en Ginebra, Suiza, lo cual fue aceptado durante la Asamblea General del organismo celebrada en Nueva Delhi, India. Posteriormente Chávez fue elegido miembro del directorio del Consejo Latinoamericano de Iglesias, CLAI, durante asamblea constituyente celebrada en Huamapani, Lima, Perú el año 1980.
Sin embargo, esta agitada vida de dirigente nacional, regional y mundial del pentecosalismo lo lleva a Ames, Iowa, en 1985 a celebrar un pacto de hermandad con la Iglesia Unida de Cristo, de los Estados Unidos de América.

### Su fallecimiento
Después de un viaje a los Estados Unidos, cayó enfermo en junio de 1985. Posteriormente regresa a Curicó, y sufre de demencia senil, haciendo difícil la aceptación de su enfermedad mental luego de haber mostrado ser uno de los más preclaros líderes evangélicos del continente. Falleció el 24 de noviembre de 1990, pero deja una obra de iglesias pentecostales esparcida por todo el territorio nacional chileno. No obstante, lo difícil del quinquenio de su enfermedad, su presencia contribuyó a que se establecieran los liderazgos que posteriormente darían continuidad a la obra y la iglesia pudo continuar funcionando sin divisiones ni situaciones de lucha interna. Ello facilitó que a posteriori pudiera consolidarse un nuevo liderazgo en la iglesia que llevó a ungir obispo al pastor Luis Ulises Muñoz Moraga, quien hasta el año 2020 ejerció el cargo de obispo la Iglesia Pentecostal de Chile.